# Massacre d'Halloween (Angola)
Le massacre d'Halloween (également connu sous le nom de guerre des trois jours) est un engagement armé entre les partisans de l'UNITA et du MPLA, qui se déroule du 30 octobre au 1er novembre 1992 à Luanda, en Angola. Il prend principalement la forme d'un massacre commis par les partisans du MPLA. 
Celui-ci survient à la suite de la rupture par l'UNITA des accords de Bicesse, en raison d'une fraude électorale présumée lors des élections générales angolaises de 1992, ce qui conduit un certain nombre de partisans armés du MPLA et de policiers de la ville de Luanda à harceler et à assassiner un nombre important de partisans des partis d'opposition. Des milliers de partisans de l'UNITA auraient ainsi été assassinés.

## Contexte

### Guerre civile angolaise
Depuis l'indépendance vis-à-vis du Portugal en 1975, l'Angola connaît une guerre civile, entre le MPLA et l'UNITA. Le MPLA marxiste-léniniste reçoit un soutien militaire de Cuba, ainsi que l'appui géopolitique de l'Union soviétique et d'autres États communistes, tandis que l'UNITA se présente comme une organisation anticommuniste reçoit un soutien militaire direct de l'Afrique du Sud, et l'aide des États-Unis. Des combats féroces sont menés pendant cette période, mais aucune des deux parties n'obtient la victoire totale sur l'autre. Alors que la guerre froide touche à sa fin, Cuba et l'Afrique du Sud retirent leurs troupes du conflit, forçant le MPLA et l'UNITA à négocier un règlement politique du conflit. 

### Les Accords de Bicesse
À partir du 1er mai 1991, les forces de l'UNITA et du MPLA conviennent d'un cadre pour commencer à établir la paix en Angola entre les deux parties. Ce cadre évolue pour devenir les Accords de Bicesse, signés par la République populaire d'Angola et l'UNITA le 31 mai 1991 à Lisbonne, au Portugal. Les États-Unis et l'URSS se positionnent comme observateurs, tandis que le Portugal assure la médiation des pourparlers. Les accords fixent un calendrier et établissent certaines conditions que chaque partie accepte de respecter aux dates spécifiées. L'accord compte trois parties clés : le début d'un cessez-le-feu (dont les étapes initiales prennent effet début mai et entrent en vigueur dès la signature des accords),  l'intégration des forces de l'UNITA dans les forces armées angolaises (qui doit intervenir dès la mise en œuvre de l'accord de cessez-le-feu et possède de nombreuses dispositions pour établir la nature non partisane des forces armées), et l'organisation d'élections démocratiques à l'échelle nationale, qui doivent avoir lieu entre le 1er septembre et le 30 novembre 1992. 

### Élections générales angolaises de 1992
Les élections de 1992 ont eu lieu du 29 septembre 1992 au 30 septembre 1992. Le MPLA revendique la victoire lors de ces élections, remportant environ 53 % des voix et cent vingt-neuf sièges à l'Assemblée législative, tandis que l'UNITA remporte 34 % des voix et soixante-dix sièges au total. Pour l'élection à la présidence, José Eduardo dos Santos, du MPLA obtient 49 % des voix contre 40 % pour le candidat de l'UNITA, Jonas Savimbi. Malgré un pourcentage plus élevé de voix, dos Santos n'atteint pas la majorité absolue requise pour être réélu. Ni le MPLA ni l'UNITA n'ayant obtenu la majorité absolue requise, un second tour est nécessaire, conformément à la Constitution. Savimbi, malgré la déclaration de la mission de l'ONU selon laquelle les élections ont été « généralement libres et équitables », affirme que le gouvernement a truqué les élections, et commencé à retirer les soldats de l'UNITA des nouvelles forces armées angolaises unifiées. Il appelle à la reprise des combats.

## Massacre

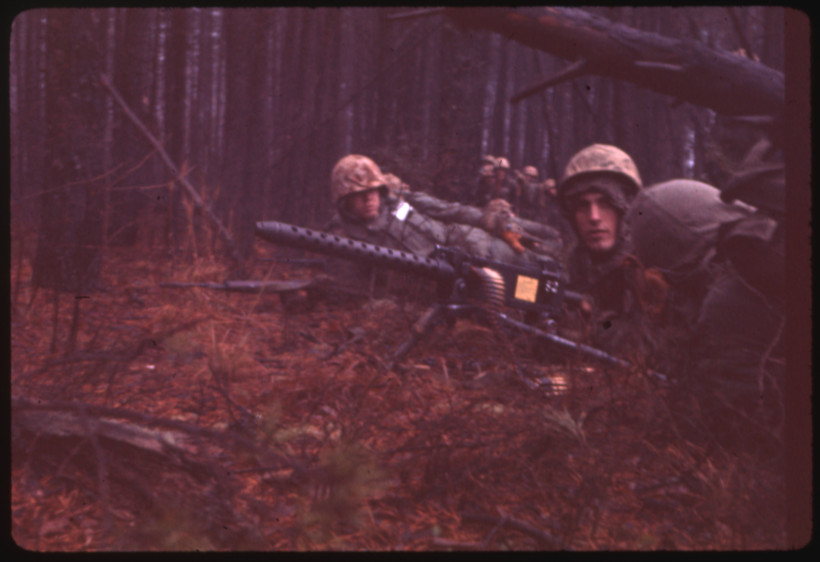
Partisans armés du MPLA

Dans ce contexte politique tendu, le MPLA attaque les positions de l'UNITA à Luanda le 30 octobre. Selon certaines informations, les violences ont été planifiées. Des rapports d'habitants de la banlieue de Luanda affirment que « des armes étaient distribuées localement aux partisans du gouvernement et aux anciens membres des forces de sécurité et de la milice », et que « les postes de police servaient de centres de distribution ». Les partisans de l'UNITA sont pris pour cible lors de perquisitions à leur domicile par la police et des partisans armés du gouvernement, certains étant munis de listes de partisans locaux de l'UNITA qui devaient être arrêtés. De nombreuses personnes sont exécutées sommairement tandis que d'autres sont emmenés dans des postes de police puis relâchés, souvent après avoir été battus ou torturés. Certaines personnes sont encore portées disparues. Des rapports sur les violations des droits de l'homme détaillant le récit de membres des forces de sécurité procédant à l'exécution de partisans présumés de l'UNITA sont publiés. 
Bon nombre des personnes ciblées appartiennent aux groupes ethniques Ovimbundu et Bakongo, qui constituent les noyaux de population favorables à l'UNITA et sont considérés comme potentiellement déloyaux. D'autres partis d'opposition qui avaient soutenu l'affirmation de l'UNITA selon laquelle les résultats des élections étaient truqués sont aussi visés. Parmi eux, le Parti social-démocrate angolais (PSDA), le Parti du progrès démocratique/Alliance nationale angolaise (PDP-ANA) et la Convention nationale démocratique de l'Angola (CNDA). 

## Conséquences
Plusieurs hauts responsables de l'UNITA sont tués au cours du massacre, dont le vice-président de l'UNITA Jeremias Chitunda, le négociateur Elias Salupeto Pena et le secrétaire du parti Aliceres Mango. Les estimations du nombre total de victimes varient, certaines sources affirmant que le nombre de morts s'élève à 30 000 personnes. 